# Habl (Einheit)
Ḥabl war ein arabisches Längenmaß zur Landvermessung in West-Andalusien. Es entsprach dem Maß Seil/Schnur.
- 1 Ḥabl = 40 Raššāši-Ellen (1 R. = 54,04 Zentimeter) = 21,616 Meter